# Смена-4

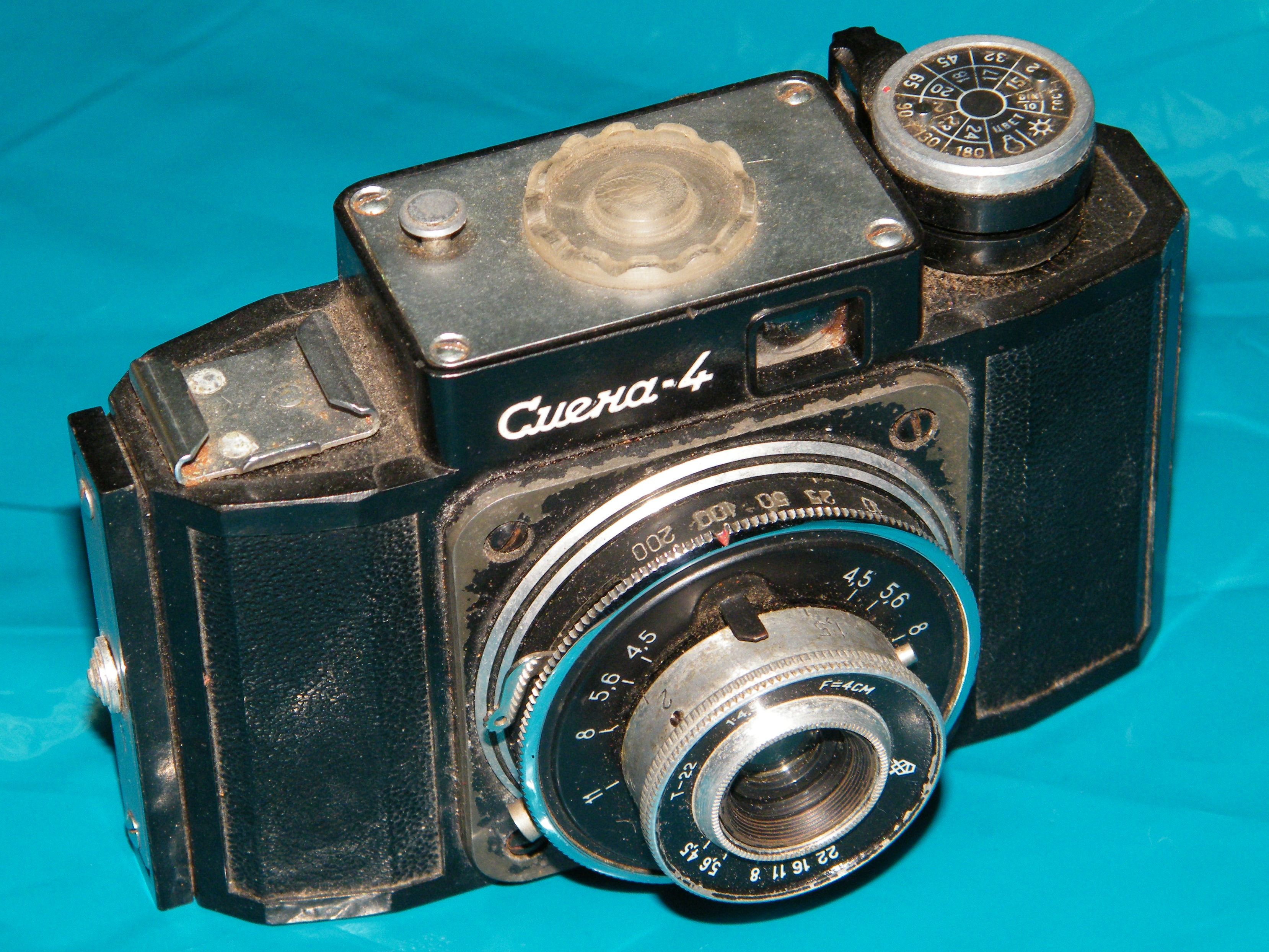
Фотоаппарат «Смена-4»

Сме́на-4 — советский шкальный фотоаппарат, выпускавшийся в Ленинграде объединением ГОМЗ с 1958 год по 1960 год.
Фотоаппарат представлял модификацию послевоенного фотоаппарата «Смена» с курковым механизмом перемотки плёнки (курок под левую руку).
Одновременно со «Сменой-4» выпускалась аналогичная «Смена-3», отличающаяся отсутствием автоспуска и синхроконтакта.

## Технические характеристики
- Объектив — Триплет «Т-22» 4,5/40 (три линзы в трёх компонентах), несменный, просветлённый. Диафрагма ирисовая, значения диафрагм — от f/4,5 до f/22. Резьба под светофильтр отсутствует.
- Затвор — центральный, залинзовый, отрабатываемые выдержки — 1/10, 1/25, 1/50, 1/100, 1/200 и «В». Курковый взвод затвора не сблокирован с перемоткой плёнки.
- Тип применяемого фотоматериала — фотоплёнка типа 135 в стандартных кассетах. Размер кадра — 24×36 мм.
- Корпус — пластмассовый бакелитовый со съёмной задней стенкой. Приёмная катушка отсутствует, съёмка только в пустую кассету. Обратная перемотка плёнки невозможна. Счётчик кадров с ручной установкой первого кадра.
- Видоискатель оптический параллаксный.
- Кабельный синхроконтакт «Х», выдержка синхронизации — любая. Обойма для крепления фотовспышки или съёмного дальномера.
- Механический автоспуск.